# Анисимов, Владимир Ильич
Владимир Ильич Анисимов — российский учёный, доктор физико-математических наук, профессор кафедры теоретической физики и прикладной математики Физико-технологического института УрФУ, заведующий лабораторией оптики металлов Института физики металлов УрО РАН.

## Биография
Родился 13.12.1950.
Окончил Новосибирский государственный университет (1973).
С 1976 года работает в Институте физики металлов Уральского отделения АН СССР (Свердловск/Екатеринбург), в настоящее время — главный научный сотрудник. С 2000 г. заведующий лабораторией оптики металлов, в 2016 г. переизбран по конкурсу на очередные 5 лет.
Профессор кафедры теоретической физики и прикладной математики Физико-технологического института УрФУ.
Кандидатская диссертация: Кластерный подход к расчету электронной структуры кристаллов (интерпретация спектральных свойств) (1980).
Докторская диссертация: Расчет электронной структуры соединений и сплавов переходных металлов с примесями и дефектами : диссертация … доктора физико-математических наук : 01.04.07 / Ин-т физики металлов. — Свердловск, 1990. — 337 с. : ил. Физика твердого тела.
Область научных интересов — теория конденсированного состояния, расчеты электронной структуры, сильно коррелированные системы. Разработал методы расчета электронной структуры соединений с сильными корреляциями LDA+U и LDA+DMFT, которые используются в мировой науке и включены в качестве одного из вариантов в стандартные пакеты компьютерных программ.
Лауреат международной премии фонда А. Гумбольдта (2000).
Выдвинут в члены-корреспонденты РАН на выборах 2022 года.
Автор 278 научных работ, из них 4 монографий.
Индекс Хирша — 53 (2017).

## Научные труды
Статьи:
- Magnetic exchange and susceptibilities in fcc iron: A supercell dynamical mean-field theory study [Текст] / A. A. Katanin, A. S. Belozerov, V. I. Anisimov // Physical Review B. — 2018. — V. 98. — P. 45138—45144.
- Effect of density of states peculiarities on Hund’s metal behavior [Текст] / A. S. Belozerov, A. A. Katanin, V. I. Anisimov // Physical Review B. — 2018. — V. 97. — P. 115141—115147.
- Phonon mode softening and elastic properties of hafnium under pressure [Текст] / Dmitry Novoselov, V. I. Anisimov , Yu. S. Ponosov // Physical Review B. — 2018. — V. 97. — P. 184108—184115.
- First-principles calculations of the electronic structure and spectra of strongly correlated systems: dynamical mean-field theory [Текст] / V. I. Anisimov, A. I. Poteryaev, M. A. Korotin, A. O. Anokhin, G. Kotliar // Journal of Physics: Condensed Matter. — 1997. — V. 9. — P. 7359—7367.
- Electronic structure of possible nickelate analogs to the cuprates [Текст] / V.I. Anisimov, D. Bukhvalov, T.M. Rice // Physical Review B. — 1999. — V. 59. — P. 7901—7906.
- Electronic structure and exchange interactions of the ladder vanadates CaV2O5 and MgV2O5. [Текст] / M. A. Korotin, V. I. Anisimov, I. Dasgupta, T. Saha-Dasgupta // Journal of Physics: Condensed Matter. — 2000. — V. 12. — P. 113—124.

## Награды
- Медаль ордена «За заслуги перед Отечеством» II степени (27 июня 2023 года)[1].